# Virje
Virje ist eine Gemeinde im Nordosten Kroatiens in der Gespanschaft Koprivnica-Križevci.

## Ortschaften
Die Gemeinde Virje umfasst sechs Ortschaften: Donje Zdjelice, Hampovica, Miholjanec, Rakitnica, Šemovci und Virje.

## Söhne und Töchter der Gemeinde
- Stjepan Ljubić (1906–1986), Radrennfahrer
- Ivan Levačić (1931–2023), Radsportler und Teilnehmer der Olympischen Spiele
- Davorin Kempf (1947–2022), Komponist, Pianist und Musikwissenschaftler